# Gevorg Davtian
Gevorg Davtyan (in armeno Գևորգ Դավթյան?; Leninakan, 4 ottobre 1983) è un sollevatore armeno medagliato olimpico e mondiale e campione europeo che ha gareggiato nella categoria dei pesi medi (fino a 77 kg.).
Nel 2003 subì una squalifica per doping di due anni.

## Palmarès
Olimpiadi
- 1 medaglia:
  - 1 bronzo (77 kg a Pechino 2008).

Mondiali
- 1 medaglia:
  - 1 argento (77 kg a Chiang Mai 2007).

Europei
- 2 medaglie:
  - 2 ori (77 kg a Władysławowo 2006, 77 kg a Strasburgo 2007).